# Edén (película de 1996)
Edén (título original: Eden) es una película estadounidense-canadiense de drama de 1996, dirigida por Howard Goldberg, que a su vez la escribió, musicalizada por Brad Fiedel, en la fotografía estuvo Hubert Taczanowski y los protagonistas son Joanna Going, Dylan Walsh y Sean Patrick Flanery, entre otros. El filme fue producido por BMG Independents, Edenstreet Productions y Front Street Pictures.

## Sinopsis
En un colegio para varones de Nueva Inglaterra, uno de los estudiantes se enamora de la pareja de uno de los instructores, una mujer que padece esclerosis múltiple.